# کوچه (شعر)
«کوچه» از مشهورترین اشعار فریدون مشیری است. این شعر با عبارت «بی تو مهتاب‌شبی باز از آن کوچه گذشتم» آغاز می‌شود.

## انتشار
این شعر اولین بار در اردیبهشت ۱۳۳۹ در مجله روشنفکر منتشر شد و پس از آن در سال ۱۳۴۰ در مجموعهٔ ابر و کوچه به چاپ رسید.